# Jacksonia aculeata
Jacksonia aculeata är en ärtväxtart som beskrevs av William Vincent Fitzgerald. Jacksonia aculeata ingår i släktet Jacksonia och familjen ärtväxter. Inga underarter finns listade i Catalogue of Life.